# 제인 메도스

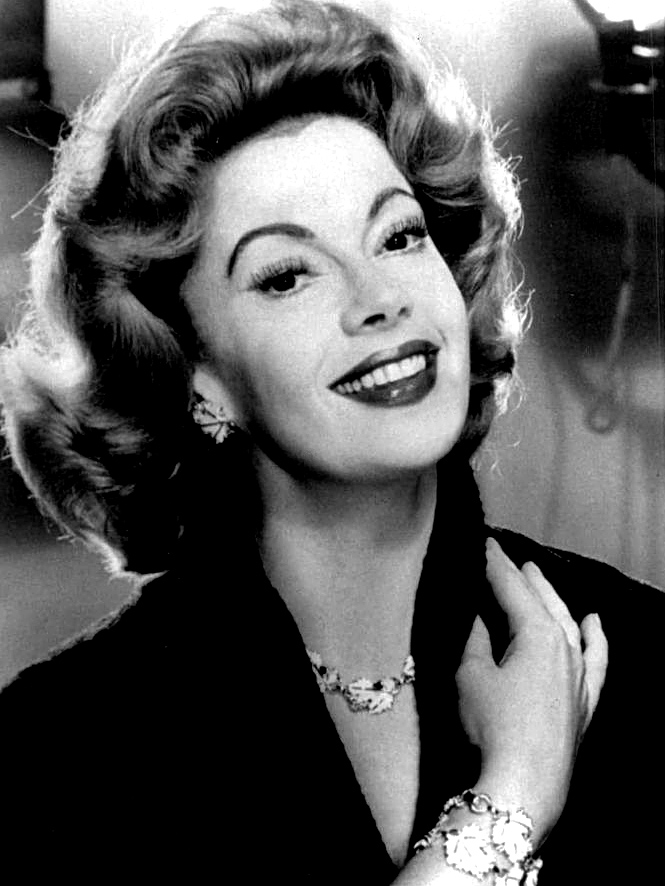

제인 메도스(Jayne Meadows, 1919년 9월 27일 ~ 2015년 4월 26일)는 미국의 배우, 연극 배우, 텔레비전 배우, 영화배우이다.
우창시에서 태어났으며 엔시노에서 사망하였다. 사인은 질병이다. 포리스트 론 메모리얼 파크에 매장되었다.

## 영화
- 스토리 오브 어스 (1999년) - 닷 역
- 카지노 (1995년)
- 굿바이 뉴욕 굿모닝 내 사랑 2 - 황금을 찾아라 (1994년)
- 플레이어 (1992년)
- 하와이 허니문 (1989년)
- 비앤비 (1987년)
- 이상한 나라의 앨리스 (1985년)
- 미스 아메리카 (1982년)
- 꿈꾸는 낙원 (1978년)
- 사랑의 유람선 (1977년)
- 닥터 게논 (1969년)
- 제인에게 무슨 일이 (1959년)
- 다윗과 밧세바 (1951년)
- 아일랜드의 운수 (1948년)